# 1990年の映画
1990年の映画（1990ねんのえいが）では、1990年（平成2年）の映画分野の動向についてまとめる。
1989年の映画 - 1990年の映画 - 1991年の映画

## 出来事

### 世界
- 3月26日 - 第62回米アカデミー賞で黒澤明監督が名誉賞受賞[1]。
- 5月16日 - サミー・デイヴィスJr.（米歌手・俳優）死去[1]。
- 5月21日 - 第43回カンヌ国際映画祭で『死の棘』（小栗康平監督）がグランプリ（審査員特別賞）受賞[1]。
- 7月24日 - 『オーロラの下で』（後藤俊夫監督）、モスクワでワールドプレミア開催[2]。
- 9月3日 - 『式部物語』（熊井啓監督）、第14回モントリオール映画祭最優秀芸術貢献賞（準グランプリ）受賞[3]。
- 9月27日 - モーション・ピクチャー・アソシエーション・オブ・アメリカ（MPAA）、NC-17（NC=No One 17 and Under Admitted:17歳以下禁止）を制定[3]。
- 10月31日 - 『オーロラの下で』（後藤俊夫監督）、第35回アジア太平洋映画祭（マレーシア・クアラルンプール）で音楽賞・撮影賞受賞[2]。
- 11月26日 - 松下電器産業、MCA（傘下にユニヴァーサル映画を持つ）買収[3]。

### 日本
- 2月
  - 2月14日 - 第1回ゆうばり国際ファンタスティック映画祭開催[1]。
  - 2月16日 - サントリー、6人のプロデューサーと共同でアルゴ・プロジェクト設立を発表[1]。
  - 2月17日 - 日比谷スカラ座開場35周年記念イベント、この日から4大作『7月4日に生まれて』（オリバー・ストーン監督）、『チャイナシャドー』（柳町光男監督）、『レッド・オクトーバーを追え!』（ジョン・マクティアナン監督）、『ダイ・ハード2』（レニー・ハーリン監督）のラインナップで実施[1]。
- 3月
  - 3月1日 - 西武タイム社が「S・Sコミュニケーションズ」と改称[1]。西武系のチケット販売事業等を継承[1]。
  - 3月22日 - 北九州市「スペースワールド」オープン[3]。
- 4月
  - 4月6日 - UIP配給の『オールウェイズ』（スティーヴン・スピルバーグ監督）・『ドゥ・ザ・ライト・シング』（スパイク・リー監督）から米メジャー作品の一部が公開金曜初日を開始[1]。
  - 4月21日 - ソビエト映画専門館としてキネカ錦糸町がリニューアルオープン[要出典]。
- 5月
  - 5月7日 - ヒューマックスピクチャーズとギャガ・コミュニケーションズが、新洋画配給レーベル「ヒューマックス/ギャガ（H/G）」立ち上げを発表[1]。
  - 5月28日 - 5月27日に脳梗塞で亡くなった女優・高峰三枝子の葬儀・告別式が自宅で営われた[4]。
- 6月
  - 6月23日 - 『天と地と』（角川春樹監督）、全国東映洋画系204館で一斉公開[2]。前売り券500万枚の大動員を行い、邦画歴代3位（配給収入51.5億円）の大ヒット[5]。
- 7月
  - パイオニアLDCが、米独立系映画製作会社大手のカロルコ・ピクチャーズ（『ランボー』ほか製作）に資本参加、 同社作品の日本配給権（劇場・ビデオ・テレビ）と全世界のLD化権を獲得[3]。日本国内での劇場配給は東宝東和に委託[3]。
  - 7月7日 - 「東映アニメフェア'90夏・鳥山明THE WORLD」封切、ヒット[6]。
  - 7月21日 - 東宝、『タスマニア物語』（降旗康男監督）公開され、大ヒット[3]。
- 8月
  - 8月4日 - 『オーロラの下で』（後藤俊夫監督）封切、ヒット[2]。
- 9月
  - 9月8日 - 東宝、サザンオールスターズの桑田佳祐が監督した『稲村ジェーン』が公開され、大ヒット[3]。
  - 9月10日 - 大阪・ナビオ3劇場〔北野劇場・梅田劇場・梅田スカラ座〕開館10周年記念「シネマスクエアフェスティバル」開催[3]。
  - 9月14日 - 東京・渋谷東映劇場・渋谷松竹劇場、閉館[2]。10月20日、渋谷東急3を渋谷東映の代替館としてスタート[2]。
  - 9月21日 - 『ダイ・ハード2』（レニー・ハーリン監督）公開、大ヒット[3]。
  - 9月22日 
    - 東宝スタジオ内に、東宝サウンドクリエイティブスタジオオープン[3]。
    - 外資系大手AVストア、ヴァージンメガストア第1号店が東京新宿にオープン[3]。

  - 9月27日 - 松竹ホームビデオ（SHV）、オリジナルビデオ専用映画「SHVシネマ」と同専用アニメ「SHVアニメ」製作を発表[3]。
  - 9月30日 - 東宝映像事業部、音声多重カラオケ「日本の映画、こころの歌」（VHS、β版）発売[3]。
- 10月
  - 10月12日 - にっかつ本社事務所、文京区本郷3丁目に移転[3]。
  - 10月28日 - フジサンケイグループ前議長・鹿内信隆死去[3]。
- 11月
  - 外資系大手AVストア、HMV日本第1号店が東京渋谷にオープン[3]。
  - 11月8日 - 京都衣裳が「東宝コスチューム」へ商号変更[3]。
  - 11月9日 - 東宝映像事業部、黒澤ビデオライブラリー（全21タイトル）レンタルリリース開始[3]。
- 12月
  - 松下電器産業、デコーダ内蔵型業務用36インチハイビジョンテレビ発売[3]。
  - 12月7日 - 東宝グループ6社が関与した日本初の全天候型屋内テーマパーク「サンリオピューロランド」オープン[3]。
  - 12月28日 - 久松静児監督、死去[3]。

## 周年
- 創業95周年
  - 松竹

## 日本の映画興行
- 入場料金（大人） 
  - 1,600円[7]
  - 映画館・映画別
    - 1,500円（松竹、『男はつらいよ ぼくの伯父さん』）[8]

  - 1,615円（統計局『小売物価統計調査（動向編） 調査結果』[9] 銘柄符号 9341「映画観覧料」）[10]
- 入場者数 1億4600万人[11]
- 興行収入 1719億1000万円[11]
- 家庭用ビデオテープレコーダ(VTR)の普及率 66.8% (内閣府「消費動向調査」)[12]

| 配給会社 | 配給本数 | 配給本数 | 配給本数 | 年間配給収入  | 概要 |
| 配給会社 | 新作     | 再映     | 洋画     | 前年対比      | 概要 |
| -------- | -------- | -------- | -------- | ------------- | --- |
| 松竹     | 22       | 22       | 22       | 50億6847万円  | 『男はつらいよ ぼくの伯父さん』/『釣りバカ日誌2』（14.1億円）は期待通り。松竹富士との共同配給の『クライシス2050』（14億円）の結果には安堵したものの、『リメインズ 美しき勇者たち』（3.4億円）、『のぞみウィッチィズ』/『押忍!!空手部』（2.6億円）、『東京上空いらっしゃいませ』などが低調。『3-4X10月』（2.3億円）、『つぐみ』、『バカヤロー!3 へんな奴ら』、『鉄拳』は不本意な成績。『死の棘』（1.5億円）、勝新太郎の麻薬所持事件のために上映延期となっていた『浪人街』もヒットせず。                                                                                          |
| 松竹     | 21       | 0        | 1        | 78.3%         | 『男はつらいよ ぼくの伯父さん』/『釣りバカ日誌2』（14.1億円）は期待通り。松竹富士との共同配給の『クライシス2050』（14億円）の結果には安堵したものの、『リメインズ 美しき勇者たち』（3.4億円）、『のぞみウィッチィズ』/『押忍!!空手部』（2.6億円）、『東京上空いらっしゃいませ』などが低調。『3-4X10月』（2.3億円）、『つぐみ』、『バカヤロー!3 へんな奴ら』、『鉄拳』は不本意な成績。『死の棘』（1.5億円）、勝新太郎の麻薬所持事件のために上映延期となっていた『浪人街』もヒットせず。                                                                                          |
| 東宝     | 18       | 18       | 18       | 106億5715万円 | 6年連続の年間配給収入100億円突破。フジテレビ製作の『タスマニア物語』（25.2億円）が邦画配給収入2位になったのをはじめ、『ドラえもん のび太とアニマル惑星』ほか（19.1億円）、『稲村ジェーン』（18.3億円）、『ゴジラvsビオランテ』（10.4億円）、『あげまん』（10億円）などが偉業に貢献。『ZIPANG』、『香港パラダイス』、『どっちもどっち』は期待を裏切る。『Mr.レディー・夜明けのシンデレラ』、『遥かなる甲子園』（3.5億円）、『流転の海』は結果を出せなかった。 |
| 東宝     | 18       | 0        | 0        | 100.8%        | 6年連続の年間配給収入100億円突破。フジテレビ製作の『タスマニア物語』（25.2億円）が邦画配給収入2位になったのをはじめ、『ドラえもん のび太とアニマル惑星』ほか（19.1億円）、『稲村ジェーン』（18.3億円）、『ゴジラvsビオランテ』（10.4億円）、『あげまん』（10億円）などが偉業に貢献。『ZIPANG』、『香港パラダイス』、『どっちもどっち』は期待を裏切る。『Mr.レディー・夜明けのシンデレラ』、『遥かなる甲子園』（3.5億円）、『流転の海』は結果を出せなかった。 |
| 東映     | 19       | 19       | 19       | 109億9106万円 | 1986年以来4年ぶりに年間配給収入を100億円の大台に乗せた。邦画配給収入トップとなった角川映画『天と地と』（50.5億円）が東映の年間配給収入の半分を占めた。『オーロラの下で』（11億円）も大量の前売動員に支持された結果。『ドラゴンボールZ』シリーズを中心に据えた『春のアニメまつり』（9.5億円）、『夏のアニメまつり』（8億円）は安定したハイアベレージの稼動。フジテレビ製作の『病院へ行こう』（7億円）は好調。『極道の妻たち 最後の戦い』（5億円）、『激動の1750日』は堅調。正月映画の『公園通りの猫たち』は低調、『ウォータームーン』（4.5億円）は前作『オルゴール』の半分以下。 |
| 東映     | 19       | 0        | 0        | 110.1%        | 1986年以来4年ぶりに年間配給収入を100億円の大台に乗せた。邦画配給収入トップとなった角川映画『天と地と』（50.5億円）が東映の年間配給収入の半分を占めた。『オーロラの下で』（11億円）も大量の前売動員に支持された結果。『ドラゴンボールZ』シリーズを中心に据えた『春のアニメまつり』（9.5億円）、『夏のアニメまつり』（8億円）は安定したハイアベレージの稼動。フジテレビ製作の『病院へ行こう』（7億円）は好調。『極道の妻たち 最後の戦い』（5億円）、『激動の1750日』は堅調。正月映画の『公園通りの猫たち』は低調、『ウォータームーン』（4.5億円）は前作『オルゴール』の半分以下。 |

出典:「1990年度日本映画・外国映画業界総決算 日本映画」『キネマ旬報』1991年（平成3年）2月下旬号、キネマ旬報社、1991年、142 - 144頁。

## 各国ランキング

### 日本配給収入ランキング
1990年日本配給収入トップ10
| 順位 | 題名                                 | 制作国         | 配給                 | 配給収入 |
| ---- | ------------------------------------ | -------------- | -------------------- | -------- |
| 1    | バック・トゥ・ザ・フューチャー PART2 | アメリカ合衆国 | UIP                  | 55.3億円 |
| 2    | 天と地と                             | 日本           | 東映                 | 50.5億円 |
| 3    | バック・トゥ・ザ・フューチャー PART3 | アメリカ合衆国 | UIP                  | 47.5億円 |
| 4    | ゴースト/ニューヨークの幻            | アメリカ合衆国 | UIP                  | 37.5億円 |
| 5    | ダイ・ハード2                        | アメリカ合衆国 | 20世紀フォックス     | 32億円   |
| 6    | タスマニア物語                       | 日本           | 東宝                 | 25.2億円 |
| 7    | ドラえもん のび太とアニマル惑星      | 日本           | 東宝                 | 19.1億円 |
| 7    | バットマン                           | アメリカ合衆国 | ワーナー・ブラザース | 19.1億円 |
| 9    | 稲村ジェーン                         | 日本           | 東宝                 | 18.3億円 |
| 10   | ゴーストバスターズ2                  | アメリカ合衆国 | コロムビア映画       | 17.5億円 |

| 順位 | 題名                                                                                | 配給          | 配給収入 |
| ---- | ----------------------------------------------------------------------------------- | ------------- | -------- |
| 1    | 天と地と                                                                            | 東映          | 50.5億円 |
| 2    | タスマニア物語                                                                      | 東宝          | 25.2億円 |
| 3    | ドラえもん のび太とアニマル惑星 チンプイ エリさま活動大写真                         | 東宝          | 19.1億円 |
| 4    | 稲村ジェーン                                                                        | 東宝          | 18.3億円 |
| 5    | 男はつらいよ ぼくの伯父さん 釣りバカ日誌2                                           | 松竹          | 14.1億円 |
| 6    | クライシス2050                                                                      | 松竹 松竹富士 | 14.0億円 |
| 7    | オーロラの下で                                                                      | 東映          | 11.0億円 |
| 8    | ゴジラvsビオランテ                                                                  | 東宝          | 10.4億円 |
| 9    | あげまん                                                                            | 東宝          | 10.0億円 |
| 10   | ドラゴンボールZ この世で一番強いヤツ 悪魔くん ようこそ悪魔ランドへ!! 魔法使いサリー | 東映          | 09.5億円 |

#10の出典:『キネマ旬報ベスト・テン85回全史 1924-2011』キネマ旬報社〈キネマ旬報ムック〉、2012年5月、494頁。ISBN 978-4873767550。
上記以外の出典:1990年配給収入10億円以上番組 - 日本映画製作者連盟
| 順位 | 題名                                 | 製作国             | 配給                 | 配給収入 | 備考     |
| ---- | ------------------------------------ | ------------------ | -------------------- | -------- | -------- |
| 1    | バック・トゥ・ザ・フューチャー PART2 | アメリカ合衆国の旗 | UIP                  | 55.3億円 |          |
| 2    | バック・トゥ・ザ・フューチャー PART3 | アメリカ合衆国の旗 | UIP                  | 47.5億円 | [ 注 1 ] |
| 3    | ダイ・ハード2                        | アメリカ合衆国の旗 | 20世紀FOX            | 32.0億円 | [ 注 2 ] |
| 4    | ゴースト/ニューヨークの幻            | アメリカ合衆国の旗 | UIP                  | 23.0億円 | [ 注 3 ] |
| 5    | バットマン                           | アメリカ合衆国の旗 | ワーナー・ブラザース | 19.1億円 | [ 注 4 ] |
| 6    | ゴーストバスターズ2                  | アメリカ合衆国の旗 | コロムビア映画       | 17.5億円 |          |
| 7    | 7月4日に生まれて                     | アメリカ合衆国の旗 | UIP                  | 14.8億円 |          |
| 8    | デイズ・オブ・サンダー               | アメリカ合衆国の旗 | UIP                  | 14.1億円 |          |
| 9    | グレムリン2 新・種・誕・生           | アメリカ合衆国の旗 | ワーナー・ブラザース | 13.5億円 | [ 注 5 ] |
| 10   | フィールド・オブ・ドリームス         | アメリカ合衆国の旗 | 東宝東和             | 11.5億円 | [ 注 6 ] |

#4の出典:『キネマ旬報ベスト・テン85回全史 1924-2011』キネマ旬報社〈キネマ旬報ムック〉、2012年5月、504頁。ISBN 978-4873767550。
出典:1990年配給収入10億円以上番組 - 日本映画製作者連盟

### 全世界興行収入ランキング
| 順位 | 題名                                 | スタジオ                 | 興行収入     |
| ---- | ------------------------------------ | ------------------------ | ------------ |
| 1    | ゴースト/ニューヨークの幻            | パラマウント映画         | $505,702,588 |
| 2    | ホーム・アローン                     | 20世紀フォックス         | $476,684,675 |
| 3    | プリティ・ウーマン                   | ブエナ・ビスタ           | $463,406,268 |
| 4    | ダンス・ウィズ・ウルブズ             | オライオン・ピクチャーズ | $424,208,848 |
| 5    | トータル・リコール                   | コロンビア ピクチャーズ  | $261,317,921 |
| 6    | バック・トゥ・ザ・フューチャー PART3 | ユニバーサル・スタジオ   | $244,527,583 |
| 7    | ダイ・ハード2                        | 20世紀フォックス         | $240,031,094 |
| 8    | 推定無罪                             | ワーナー・ブラザース     | $221,303,188 |
| 9    | ミュータント・タートルズ             | ニュー・ライン・シネマ   | $201,965,915 |
| 10   | キンダガートン・コップ               | ユニバーサル・スタジオ   | $201,957,688 |

出典:“1990 Worldwide Box Office Results”.  Box Office Mojo. 2015年12月13日閲覧。

### 北米興行収入ランキング
| 順位 | 題名                        | スタジオ           | 興行収入     |
| ---- | --------------------------- | ------------------ | ------------ |
| 1.   | ホーム・アローン            | 20世紀FOX          | $285,761,243 |
| 2.   | ゴースト/ニューヨークの幻   | パラマウント       | $217,631,306 |
| 3.   | ダンス・ウィズ・ウルブズ    | オライオン         | $184,208,848 |
| 4.   | プリティ・ウーマン          | タッチストーン     | $178,406,268 |
| 5.   | ミュータント・タートルズ    | ニューラインシネマ | $135,265,915 |
| 6.   | レッド・オクトーバーを追え! | パラマウント       | $122,012,643 |
| 7.   | トータル・リコール          | トライスター       | $119,394,840 |
| 8.   | ダイ・ハード2               | 20世紀FOX          | $117,540,947 |
| 9.   | ディック・トレイシー        | タッチストーン     | $103,738,726 |
| 10.  | キンダガートン・コップ      | ユニバーサル       | $91,457,688  |

出典: “1990 Domestic Yearly Box Office Results”.  Box Office Mojo. 2015年12月24日閲覧。

### フランス観客動員数ランキング
1. いまを生きる
2. La Gloire de mon père（フランス語版）
3. シラノ・ド・ベルジュラック
4. Le Château de ma mère（フランス語版）
5. ミクロキッズ
6. プリティ・ウーマン
7. ベイビー・トーク
8. ニキータ
9. リトル・マーメイド
10. ゴースト/ニューヨークの幻

出典:“FRANCE 1990 - BOX OFFICE STORY”.   boxofficestory. 2016年1月24日閲覧。

## 日本公開映画
1990年の日本公開映画を参照。

## 受賞
- 第63回アカデミー賞
  - 作品賞 - 『ダンス・ウィズ・ウルブズ』
  - 監督賞 - ケビン・コスナー（『ダンス・ウィズ・ウルブズ』）
  - 主演男優賞 - ジェレミー・アイアンズ（『運命の逆転』）
  - 主演女優賞 - キャシー・ベイツ（『ミザリー』）

- 第48回ゴールデングローブ賞
  - 作品賞 (ドラマ部門) - 『ダンス・ウィズ・ウルブズ』
  - 主演女優賞 (ドラマ部門) - キャシー・ベイツ（『ミザリー』）
  - 主演男優賞 (ドラマ部門) - ジェレミー・アイアンズ（『運命の逆転』）
  - 作品賞 (ミュージカル・コメディ部門) - 『グリーン・カード』
  - 主演女優賞 (ミュージカル・コメディ部門) - ジュリア・ロバーツ（『プリティ・ウーマン』）
  - 主演男優賞 (ミュージカル・コメディ部門) - ジェラール・ドパルデュー（『グリーン・カード』）
  - 監督賞 - ケビン・コスナー（『ダンス・ウィズ・ウルブズ』）

- 第56回ニューヨーク映画批評家協会賞 - 『グッドフェローズ』

- 第43回カンヌ国際映画祭
  - パルム・ドール - 『ワイルド・アット・ハート』（デヴィッド・リンチ）
  - 監督賞 - パーヴェル・ルンギン（『タクシー・ブルース』）
  - 男優賞 - ジェラール・ドパルデュー（『シラノ・ド・ベルジュラック』）
  - 女優賞 - クリスティナ・ヤンダ（『尋問』）

- 第47回ヴェネツィア国際映画祭
  - 金獅子賞 - 『ローゼンクランツとギルデンスターンは死んだ』（トム・ストッパード）

- 第40回ベルリン国際映画祭
  - 金熊賞 - 『ミュージックボックス』 (コスタ＝ガヴラス)、『つながれたヒバリ』 (イジー・メンツェル)

- 第14回日本アカデミー賞
  - 最優秀作品賞 - 『少年時代』（篠田正浩）
  - 最優秀主演男優賞 - 岸部一徳（『死の棘』）
  - 最優秀主演女優賞 - 松坂慶子（『死の棘』）

- 第33回ブルーリボン賞
  - 作品賞 - 『少年時代』
  - 主演男優賞 - 原田芳雄（『浪人街』『われに撃つ用意あり』）
  - 主演女優賞 - 松坂慶子（『死の棘』）
  - 監督賞 - 篠田正浩（『少年時代』）

- 第64回キネマ旬報ベスト・テン
  - 外国映画第1位 - 『悲情城市』
  - 日本映画第1位 -  『櫻の園』

- 第45回毎日映画コンクール
  - 日本映画大賞 - 『少年時代』

## 誕生
- 2月4日 - 戸松遥、日本の声優
- 2月13日 - 加藤諒、日本の俳優
- 2月16日 - 入来茉里、日本の女優
- 3月14日 - 黒木華、日本の女優
- 3月26日 - 柳楽優弥、日本の俳優
- 4月2日 - 石田法嗣、日本の俳優
- 4月5日 - 三浦春馬、日本の俳優（+2020年）
- 4月15日 - エマ・ワトソン、イギリスの女優
- 5月7日 - 戸谷公人、日本の俳優
- 5月22日 - 佐々木心音、日本の女優
- 5月24日 - 松下優也、日本の俳優
- 6月15日 - 南沢奈央、日本の女優
- 6月18日 - 谷村美月、日本の女優
- 6月29日 - 木村昴、日本の声優
- 7月9日 - 池松壮亮、日本の俳優
- 7月21日 - 岩田さゆり、日本の女優
- 8月3日 - 白石隼也、日本の俳優
- 8月13日 - 宮澤佐江、日本の女優
- 9月18日 - 山田裕貴、日本の俳優
- 9月19日 - 福田沙紀、日本の女優
- 9月23日 - 寺島咲、日本の女優
- 10月15日 - 水原希子、日本の女優
- 11月15日 - 本郷奏多、日本の俳優
- 12月6日 - 林遣都、日本の俳優

## 死去
| 日付 | 日付 | 名前                       | 国籍                                  | 年齢 | 職業                          |
| 1月  | 6日  | イアン・チャールソン       | イギリスの旗                          | 40   | 俳優                          |
| 1月  | 8日  | テリー・トーマス           | イギリスの旗                          | 78   | 俳優                          |
| 1月  | 15日 | ゴードン・ジャクソン       | イギリスの旗 · スコットランドの旗     | 66   | 俳優                          |
| 1月  | 20日 | バーバラ・スタンウィック   | アメリカ合衆国の旗                    | 82   | 女優                          |
| 1月  | 24日 | マッジ・ベラミー           | アメリカ合衆国の旗                    | 90   | 女優                          |
| 1月  | 25日 | エヴァ・ガードナー         | アメリカ合衆国の旗                    | 67   | 女優                          |
| 3月  | 5日  | ゲイリー・メリル           | アメリカ合衆国の旗                    | 74   | 俳優                          |
| 3月  | 17日 | キャプシーヌ               | フランスの旗                          | 59   | モデル・女優                  |
| 3月  | 23日 | 藤田進                     | 日本の旗                              | 78   | 俳優                          |
| 4月  | 15日 | グレタ・ガルボ             | スウェーデンの旗 · アメリカ合衆国の旗 | 84   | 女優                          |
| 4月  | 23日 | ポーレット・ゴダード       | アメリカ合衆国の旗                    | 79   | 女優                          |
| 5月  | 10日 | 岸輝子                     | 日本の旗                              | 85   | 女優                          |
| 5月  | 16日 | サミー・デイヴィスJr.      | アメリカ合衆国の旗                    | 64   | 歌手・俳優                    |
| 5月  | 16日 | ジム・ヘンソン             | アメリカ合衆国の旗                    | 53   | 操り人形師                    |
| 5月  | 18日 | ジル・アイアランド         | イギリスの旗                          | 54   | 女優                          |
| 5月  | 27日 | 高峰三枝子                 | 日本の旗                              | 71   | 女優                          |
| 5月  | 28日 | 中村竹弥                   | 日本の旗                              | 71   | 俳優                          |
| 6月  | 2日  | レックス・ハリソン         | イギリスの旗                          | 82   | 俳優                          |
| 6月  | 13日 | 木暮実千代                 | 日本の旗                              | 72   | 女優                          |
| 7月  | 15日 | マーガレット・ロックウッド | イギリスの旗                          | 73   | 女優                          |
| 7月  | 19日 | 石田達郎                   | 日本の旗                              | 72   | フジサンケイグループ最高顧問  |
| 9月  | 4日  | アイリーン・ダン           | アメリカ合衆国の旗                    | 91   | 女優                          |
| 9月  | 6日  | 中野英治                   | 日本の旗                              | 85   | 俳優                          |
| 9月  | 19日 | ハーミズ・パン             | アメリカ合衆国の旗                    | 89   | 振付師                        |
| 9月  | 21日 | 初井言榮                   | 日本の旗                              | 61   | 女優                          |
| 10月 | 2日  | 芥川隆行                   | 日本の旗                              | 71   | ナレーター・元TBSアナウンサー |
| 10月 | 15日 | デルフィーヌ・セイリグ     | フランスの旗                          | 58   | 女優                          |
| 10月 | 20日 | ジョエル・マクリー         | アメリカ合衆国の旗                    | 84   | 俳優                          |
| 11月 | 12日 | イヴ・アーデン             | アメリカ合衆国の旗                    | 82   | 女優                          |
| 11月 | 15日 | 富田仲次郎                 | 日本の旗                              | 79   | 俳優                          |
| 12月 | 2日  | ロバート・カミングス       | アメリカ合衆国の旗                    | 82   | 俳優                          |
| 12月 | 7日  | ジョーン・ベネット         | アメリカ合衆国の旗                    | 80   | 女優                          |
| 12月 | 8日  | マーティン・リット         | アメリカ合衆国の旗                    | 76   | 映画監督                      |